# Sóskútfürdő (Kászonújfalu)
Kászonújfalu határában, a Nyerges-tető alatt, Szekerút-pataka bal partján fekszik Sóskútfürdő.

## Története
Két évszázaddal korábban a kászoni medence híres volt gyógyfürdőiről (Kászonfürdő), több forrás (Répáti, Kászon Gyöngye, Veresszéki, Fehérkői) vizét belföldön és külföldön is sikerrel forgalmazták a régmúltban. A fürdőtelepek a világháborúk okozta gazdasági válság és az államosítás következtében tönkrementek, lepusztultak. A régi telepeken található források vizét jelenleg ivókúrában használják a helyiek. 
A hajdani fürdők emlékére a kászoniak 2004-ben bekapcsolódtak a térségben működő kalákaépítő programba. A Nyerges-tető alatt, Gergely Mátyás kaszálóján a helyi önkormányzat, civil szervezetek, valamint belföldi és külhoni önkéntesek odaadó munkájával létrehozták a Sóskútfürdőt. A fürdő magánterületen fekszik, a földtulajdonos felajánlotta a területet a közösségnek, közhasználatra. A kalákázók a sós-kénes forrásokra egy medencét és egy lábáztatót építettek, öltőzőfülkével, illemhellyel ellátva. A bővizű Matyi forrást befedték, vizét ivásra használják. A fürdő bejárata egy élő fűzkapu, mely a területre átvezető híd fölött tornyosul. Magasított palló köti össze a medencéket és a forrást, a nagy esőzések következtében kiöntő patak ellen védve a területet. A kászoniak kedvelt kirándulóhelye lett a viszonylag nagy területen fekvő, táborozásra is alkalmas fürdő. A kászonújfalusiak évente itt tartják a kulturális ünnepekkel gazdagított falunapokat.
A fürdő az időjárási viszonyok miatt, ami nem kedvez a fából készült építményeknek, és vandál rongálások következtében jelenleg rossz állapotban van, felújítást igényel.  

## Jellegzetessége
Sóskútfürdő forrása kéndidrogén-tartalmú, nátrium-kloridos típusú víz.

## Gyógyhatása
A kénes-sós források vizét belsőleg főleg cukorbetegségre és gyomorpanaszokra használják, külsőleg bőrpanaszokat, keringési zavarokat kezelnek vele.